# Glossonema revoilii
Glossonema revoilii är en oleanderväxtart som beskrevs av Adrien René Franchet. Glossonema revoilii ingår i släktet Glossonema och familjen oleanderväxter. Inga underarter finns listade i Catalogue of Life.